# Robin Hensgens
Robin Hensgens (Kerkrade, 15 oktober 1993) is een Nederlandse voetbalscheidsrechter, in dienst van de KNVB, die vanaf het seizoen 2019/2020 in het Betaald Voetbal actief is. Hij leidt wedstrijden wedstrijden in de Eredivisie en de Keuken Kampioen Divisie. Daarnaast is hij ook actief als videoscheidsrechter (VAR) en 4e official in de Eredivisie. 
In mei 2019 werd bekend dat Hensgens samen met enkele andere scheidsrechters was gepromoveerd naar de Masterclass van het Betaald Voetbal. In de seizoenen 2017/2018 en 2018/2019 was Hensgens al actief in het Betaald Voetbal (Keuken Kampioen Divisie) als 4e official. Hij maakte zijn debuut in het Betaald Voetbal op 25 augustus 2017 tijdens de wedstrijd FC Oss - FC Volendam (1-0) in de toenmalige Jupiler League waar hij actief was als 4e official.  Hij was toen zelf als scheidsrechter actief in de Tweede divisie en de Derde divisie. Hij maakte vervolgens op 11 augustus 2019 zijn debuut in de Eredivisie tijdens de wedstrijd FC Utrecht - PEC Zwolle; ook hier was hij actief als 4e official.  Op zaterdag 7 september 2019 maakte hij als scheidsrechter zijn debuut in de Keuken Kampioen Divisie bij de wedstrijd FC Dordrecht - MVV Maastricht.  Op 2 februari 2020 maakte hij tijdens de wedstrijd Willem II-Heracles Almelo in de 15e minuut zijn debuut in de Eredivisie na een blessure van scheidsrechter Kevin Blom. Zijn eerste officiële Eredivisie wedstrijd floot Hensgens op 16 oktober 2022; Sparta Rotterdam - NEC Nijmegen.